# Municipio de Turbett
El municipio de Turbett (en inglés: Turbett Township) es un municipio ubicado en el condado de Juniata en el estado estadounidense de Pensilvania. En el año 2000 tenía una población de 819 habitantes y una densidad poblacional de 19.3 personas por km².

## Geografía
El municipio de Turbett se encuentra ubicado en las coordenadas 40°31′00″N 77°22′59″O / 40.51667, -77.38306.

## Demografía
Según la Oficina del Censo en 2000 los ingresos medios por hogar en la localidad eran de $35,000 y los ingresos medios por familia eran de $40,492. Los hombres tenían unos ingresos medios de $28,095 frente a los $21,538 para las mujeres. La renta per cápita de la localidad era de $14,905. Alrededor del 8,8% de la población estaba por debajo del umbral de pobreza.